# Batogowo
Batogowo – wieś sołecka w Polsce położona w województwie mazowieckim, w powiecie makowskim, w gminie Sypniewo. Leży nad rzeką Róż.
W latach 1975–1998 miejscowość administracyjnie należała do województwa ostrołęckiego.
Wierni Kościoła rzymskokatolickiego należą do parafii św. Jana Chrzciciela w Sypniewie.

## Zabytki
- Słupowa kapliczka przydrożna w typie latarni umarłych z ok. połowy XIX w.[7]